# Гран-прі Квебека
Гран-прі Квебека (фр. Grand Prix Cycliste de Québec) — щорічна одноденна велогонка, яка проходить вулицями однойменного міста.

## Історія
Як і Гран-прі Монреаля, яка проходить через 2 дні, квебекську гонку вперше організовано в рамках UCI ProTour 2010, щоб розширити географію змагань за рахунок Північної Америки. Перша гонка пройшла 10 вересня 2010 року, її переможцем став француз Томас Феклер. Гонка складалася з 15 кіл по 12,6 кілометра. Через рік тим самим маршрутом гонщики проїхали на один круг більше, а перемогу здобув Філіпп Жильбер.

## Маршрут
Гран-прі Квебека не схожий на багато одноденних етапів, які є гонками від точки до точки, а є круговою гонкою. Гонщики долають 11 кіл завдовжки по 18,1 км. Кожне коло вимагає виконання чотирьох підйомів на схилах навколо: Кот де ля Монтань (завдовжки 375 м, середній похил 10%), Кот де ля Потасс (завдовжки 420 м, середній похил 9%), Монте де ля Фабрік (завдовжки 190 м, середній похил 7%) і Монте дю Форт (завдовжки 1000 м, середній похил 4%). Фініш йде під гору на Монте дю Форт.

## Переможці
| Рік  | Гонщик                | Команда             |
| ---- | --------------------- | ------------------- |
| 2010 | Томас Феклер (FRA)    | Direct Energie      |
| 2011 | Філіпп Жильбер (BEL)  | Lotto Soudal        |
| 2012 | Саймон Джерранс (AUS) | Orica–Scott         |
| 2013 | Роберт Гесінк (NED)   | Team Lotto NL-Jumbo |
| 2014 | Саймон Джерранс (AUS) | Orica–Scott         |
| 2015 | Рігоберто Уран (COL)  | Quick-Step Floors   |
| 2016 | Петер Саган (SVK)     | Tinkoff             |